# Pozemné sily Slovenskej republiky
Le Forze di terra slovacche, note anche come Esercito slovacco, sono il ramo terrestre delle forze armate slovacche.

## Struttura

### Comando delle Forze di terra
- Comando delle Forze di terra, a Trenčín (Comandante: Maggior generale)[1]
  - Battaglione di supporto del Comando
    - Compagnia del QG
    - Compagnia di trasporto
    - Punto medico

  - Base CIS[non chiaro] dispiegabile
  - Base di addestramento principale, a Martin

### 1ª Brigata meccanizzata

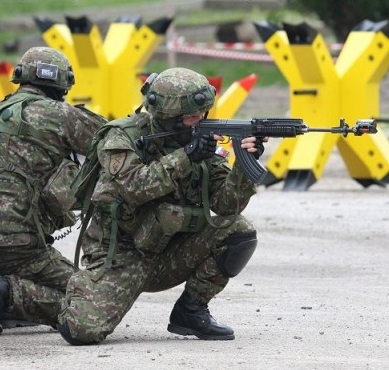
Soldati del 13º Battaglione meccanizzato

- 1ª Brigata meccanizzata, a Topoľčany (Comandante: Brigadier generale)
  - Compagnia di supporto al comando, a Topoľčany
  - 11º Battaglione meccanizzato, a Martin, equipaggiato con BVP-2
    - Compagnia del quartier generale
    - 3 compagnie meccanizzate (ciascuna con 3 plotoni meccanizzati e 1 plotone di supporto al fuoco)
    - Compagnia di supporto (Plotone anticarro - KONKURS montato su OT-90, plotone di ricognizione e plotone di mortai 98mm)

  - 12º Battaglione meccanizzato, a Nitra, equipaggiato con BVP-2
    - Compagnia del quartier generale
    - 3 compagnie meccanizzate (ciascuna con 3 plotoni meccanizzati e 1 plotone di supporto al fuoco)
    - Compagnia di supporto (Plotone anticarro - KONKURS montato su OT-90, plotone di ricognizione e plotone di mortai 98mm)

  - 13º Battaglione meccanizzato, a Levice, equipaggiato con BVP-2
    - Compagnia del quartier generale
    - 3 compagnie meccanizzate (ciascuna con 3 plotoni meccanizzati e 1 plotone di supporto al fuoco)
    - Compagnia di supporto (Plotone anticarro - KONKURS montato su OT-90, plotone di ricognizione e plotone di mortai 98mm)

  - Battaglione missilistico, a Rožňava
    - Batteria del quartier generale
    - 3 batterie modulari MLRS RM-70/85

  - Battaglione di ingegneri, a Sereď
    - Compagnia del quartier generale
    - 2 compagnie di pontoni per barche
    - 2 compagnie di ingegneri tecnici
    - 2 compagnie di ingegneri militari
    - Compagnia di guerra con mine

  - Battaglione di difesa NBC (guerra nucleare, chimica e biologica), a Rožňava

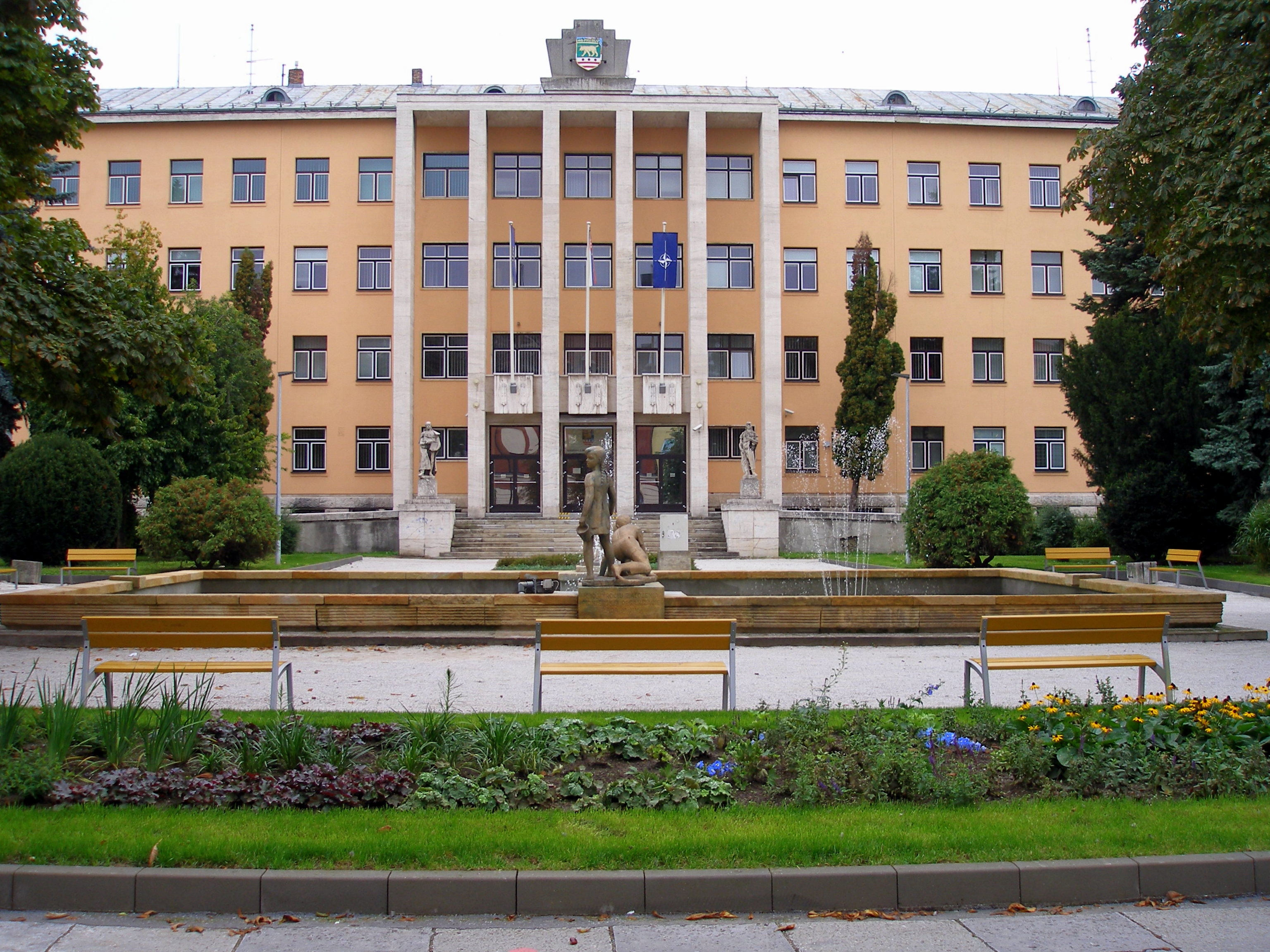
Palazzo di Giustizia a Prešov, quartier generale della 2ª Brigata meccanizzata

    - Compagnia del quartier generale
    - Compagnia di ricognizione NBC
    - 2 compagnie di decontaminazione
    - 2 compagnie di difesa NBC
    - Compagnia medica

### 2ª Brigata meccanizzata
- 2ª Brigata meccanizzata, a Prešov (Comandante: Brigadier generale)
  - Compagnia di supporto al comando, a Prešov
  - Battaglione di carri armati, a Trebišov, equipaggiato con T-72M1
  - 21º Battaglione meccanizzato, a Trebišov, equipaggiato con BVP-1
    - Compagnia del quartier generale
    - 3 compagnie meccanizzate (ciascuna con 3 plotoni meccanizzati e 1 plotone di supporto al fuoco)
    - Compagnia di supporto (Plotone anticarro - KONKURS montato su OT-90, plotone di ricognizione e plotone di mortai 82mm)

  - 22º Battaglione meccanizzato, a Michalovce equipaggiato con BVP-1
    - Compagnia del quartier generale
    - 3 compagnie meccanizzate (ciascuna con 3 plotoni meccanizzati e 1 plotone di supporto al fuoco)
    - Compagnia di supporto (Plotone anticarro - KONKURS montato su OT-90, plotone di ricognizione e plotone di mortai 98mm)

  - Battaglione di artiglieria semovente, a Michalovce
    - Batteria del quartier generale
    - 2 batterie semoventi Howitzer "Zuzana" da 155mm

  - Battaglione ISTAR, a Prešov equipaggiato con BPsV-I

### Brigata di supporto al combattimento
- Brigata di supporto al servizio di combattimento, a Trenčín (Comandante: Brigadier generale)
  - Compagnia di supporto al comando, a Trenčín
  - Battaglione logistico, a Hlohovec
  - Battaglione logistico, in Topoľčany
  - Battaglione di manutenzione, a Martin
  - Battaglione CSS, a Prešov

## Equipaggiamento
| Modello                 | Immagine | Origine          | Tipo                           | Calibro               | Note |
| Pistole                 | Pistole  | Pistole          | Pistole                        | Pistole               | Pistole |
| ----------------------- | -------- | ---------------- | ------------------------------ | --------------------- | --- |
| CZ P-09                 |          | Rep. Ceca        | Pistola                        | 9 x 19 mm Parabellum  | Sta sostituendo la CZ 82. |
| CZ Vz. 82               |          | Cecoslovacchia   | Pistola                        | 9× 18 mm              | Pistola standard di servizio. |
| Mitra                   |          |                  |                                |                       | |
| Heckler & Koch UMP      |          | Germania         | Mitra                          | 9 × 19 mm Parabellum  | Usato dalla polizia militare e dal 5º Reggimento di forze speciali. |
| Heckler & Koch MP5      |          | Germania         | Mitra                          | 9 × 19 mm Parabellum  | Usato dal 5º Reggimento di forze speciali. |
| Škorpion vz. 61         |          | Cecoslovacchia   | Mitra                          | .32 ACP               | Era il mitra standard delle forze cecoslovacche, ora in riserva e ritirato a favore dei modelli tedeschi.                                                                  |
| Carabine                |          |                  |                                |                       | |
| vz. 58 V                |          | Cecoslovacchia   | Carabina                       | 7.62 × 39 mm          | Usato dalla fanteria motorizzata e dalle unità aeree. |
| Heckler & Koch HK416    |          | Germania         | Carabina                       | 5.56 × 45 mm NATO     | Usato dal 5º Reggimento di forze speciali. |
| Colt M4A1               |          | Stati Uniti      | Carabina                       | 5.56 × 45 mm NATO     | La Slovacchia ha annunciato di acquistarli via programma FMS nel 2017. |
| Fucili d'assalto        |          |                  |                                |                       | |
| vz. 58 P                |          | Cecoslovacchia   | Fucile d'assalto               | 7.62 × 39 mm          | Fucile d'assalto standard dell'esercito slovacco. |
| CZ 805 Bren             |          | Rep. Ceca        | Fucile d'assalto               | 5.56 × 45 mm NATO     | Uso limitato, sta sostituendo il vz. 58. |
| Heckler & Koch G36      |          | Germania         | Fucile d'assalto               | 5.56 × 45 mm NATO     | Usato solo dalle forze speciali. |
| Mitragliatrici          |          |                  |                                |                       | |
| FN MINIMI Para          |          | Belgio           | Mitragliatrice leggera         | 5.56 × 45 mm NATO     | Usato dal 5º Reggimento di forze speciali. |
| UK vz. 59               |          | Cecoslovacchia   | Mitragliatrice ad uso generico | 7.62 × 54 mm R        | Mitragliatrice standard dell'esercito slovacco. |
| M2 Browning             |          | Stati Uniti      | Mitragliatrice pesante         | 12.7 × 99 mm NATO     | Mitragliatrice pesante standard dell'esercito slovacco. |
| Fucili di precisione    |          |                  |                                |                       | |
| Dragunov                |          | Unione Sovietica | Fucile da tiratore scelto      | 7.62 × 54 mm R        | Fucile da tiratore scelto standard dell'esercito slovacco. |
| Heckler & Koch HK417    |          | Germania         | Fucile da tiratore scelto      | 7.62 × 51 mm NATO     | Usato solo dalle forze speciali. |
| SIG Sauer SSG 3000      |          | Svizzera         | Fucile di precisione           | 7.62 × 51 mm NATO     | Usato dalle forze speciali e futuro fucile di precisione standard dell'esercito slovacco.                                                                                  |
| AW.50 MK2               |          | Regno Unito      | Fucile di precisione           | 12.7 × 99 mm NATO     | |
| Barrett M82             |          | Stati Uniti      | Fucile di precisione           | 12.7 × 99 mm NATO     | |
| Granate e lanciagranate |          |                  |                                |                       | |
| AGS-17                  |          | Unione Sovietica | Lanciagranate automatico       | Granate da 30 × 29 mm | Lanciagranate standard dell'esercito slovacco. In futuro verrà sostituito a favore di un lanciagranate standard NATO ancora non precisato che utilizza granate 40 × 53 mm. |
| Guerra anticarro        |          |                  |                                |                       | |
| MATADOR                 |          | Israele          | Arma anticarro                 | 90 mm                 | Futura arma anticarro standard. |
| Carl Gustav M4          |          | Svezia           | Arma anticarro                 | 84 mm                 | Usata dal 5º Reggimento di forze speciali. |
| RPG-75                  |          | Cecoslovacchia   | Granate a razzo                | 68 mm                 | Arma anticarro standard dell'esercito slovacco. |
| 9M113 Konkurs           |          | Unione Sovietica | Missile anticarro              | 135 mm                | |
| AT-4 Spigot             |          | Unione Sovietica | Missile anticarro              | 120 mm                | |
| Mortai                  |          |                  |                                |                       | |
| Mortaio vz.97           |          | Slovacchia       | Mortaio                        | 98 mm                 | |
| MANPADS                 |          |                  |                                |                       | |
| SA-18 Grouse            |          | Russia           | MANPAD                         | 72 mm                 | |

### Veicoli
| Modello                                                            | Immagine     | Origine                         | Tipo                               | Quantità        | Note |
| Carri armati                                                       | Carri armati | Carri armati                    | Carri armati                       | Carri armati    | Carri armati |
| ------------------------------------------------------------------ | ------------ | ------------------------------- | ---------------------------------- | --------------- | --- |
| T-72M1                                                             |              | Unione SovieticaCecoslovacchia  |                                    | 20 carri armati | Carro armato standard dell'esercito slovacco. |
| Veicoli da combattimento della fanteria e veicoli trasporto truppe |              |                                 |                                    |                 | |
| BVP-2                                                              |              | Cecoslovacchia                  | IFV                                | 91              | IFV standard dell'esercito slovacco. |
| BVP-1                                                              |              | Cecoslovacchia                  | IFV                                | 69              | 236 in cantiere. Verranno sostituiti da BOV 8x8 o da BVP-M modernizzati.                                                                                          |
| OT-90                                                              |              | Cecoslovacchia                  | APC                                | 60              | Veicolo trasporto truppe standard dell'esercito slovacco. |
| BVP-M                                                              |              | Slovacchia                      | IFV                                | 17              | BVP-1 modernizzato, entro il 2018 con la torretta TURRA 30 telecomandata e nuovi sistemi di comunicazione, più BVP-1 da aggiornare al livello BVP-M.              |
| BOV 8x8                                                            |              | Finlandia Slovacchia            | IFV                                | 1 (81 ordinati) | Basati sul Patria AMVXP, in consegna dal 2018 and 2024. Ordini posposti.                                                                                          |
| OT-64                                                              |              | Cecoslovacchia Polonia          | APC                                | Ritirato        | |
| Mezzi corazzati                                                    |              |                                 |                                    |                 | |
| Tatrapan                                                           |              | Slovacchia                      |                                    | 70+             | Tatrapan Zasa - trasporto personale Tatrapan AMB - versione ambulanza Tatrapan VSRV - veicolo di comando                                                          |
| Aligator 4x4                                                       |              | Slovacchia                      |                                    | 42              | |
| Iveco LMV                                                          |              | Italia                          |                                    | 10              | Usato dal 5º Reggimento di forze speciali. |
| International MaxxPro                                              |              | Stati Uniti                     |                                    | ?               | Fornito dagli USA durante il dispiegamento in Afghanistan, dopo il completamento della missione gli USA hanno lasciato che l'esercito slovacco tenesse i veicoli. |
| HMMWV                                                              |              | Stati Uniti                     |                                    | ?               | Comprato negli USA durante il dispiegamento in Afghanistan. |
| Polaris RZR                                                        |              | Stati Uniti                     |                                    | 18              | + 9 Can–Am BRP in ordine. Usati dal 5º Reggimento di forze speciali.                                                                                              |
| BRDM-2                                                             |              | Unione Sovietica                |                                    | 6               | Verranno ritirati dal servizio. |
| Veicoli di ricognizione                                            |              |                                 |                                    |                 | |
| RG-32M                                                             |              | Sudafrica                       |                                    | 7               | Versioni modificate usate come parte del sistema di comunicazione dell'esercito.                                                                                  |
| BPsV                                                               |              | Cecoslovacchia                  |                                    | 35              | Soprattutto in deposito. |
| BPsVI-ISTAR                                                        |              | Slovacchia                      |                                    | 18              | BPsV aggiornati, in uso dal 2018 |
| Artillery                                                          |              |                                 |                                    |                 | |
| 155mm SpGH ZUZANA                                                  |              | Slovacchia                      | Howitzer semovente                 | 16              | Verranno sostituiti da 25 155mm ShKH ZUZANA 2 entro il 2022. |
| RM-70/85 Modular                                                   |              | Cecoslovacchia Slovacchia       | Lanciarazzi multiplo               | 25              | |
| D-30                                                               |              | Unione Sovietica                | Howitzer                           | 9               | Usato solo a scopo cerimoniale. |
| Macchine movimento terra                                           |              |                                 |                                    |                 | |
| AMB-S                                                              |              | Cecoslovacchia Slovacchia       | Ambulanza corazzata militare       | ?               | Basata sul BVP-1 |
| VPV                                                                |              | Cecoslovacchia                  | Veicolo corazzato da recupero      | ?               | |
| VT-72                                                              |              | Unione SovieticaCecoslovacchia  | Veicolo corazzato da recupero      | ?               | |
| VT-55A                                                             |              | Unione Sovietica Cecoslovacchia | Veicolo corazzato da recupero      | ?               | |
| AV-15                                                              |              | Cecoslovacchia                  | Veicolo corazzato da recupero      | ?               | |
| UOS 155 Belarty                                                    |              | Slovacchia                      | Veicoli militari per usi speciali  | ?               | Basato sul telaio del T-55 |
| Božena 3 Božena 4 Božena 5                                         |              | Slovacchia                      | Veicolo da sminamento              | ?               | Veicolo semovente controllato da remoto |
| SVO A1                                                             |              | Slovacchia                      | Veicolo da sminamento              | ?               | |
| MT-55A                                                             |              | Cecoslovacchia Slovacchia       | Veicolo gettaponte                 | 19              | |
| PM-55                                                              |              | Cecoslovacchia                  | Veicolo gettaponte                 | ?               | |
| AM-50                                                              |              | Cecoslovacchia                  | Veicolo gettaponte                 | ?               | |
| PMS-815                                                            |              | Cecoslovacchia                  | Veicolo per creare ponti di barche | ?               | |
| PTS-10                                                             |              | Unione Sovietica                | Veicolo anfibio cingolato          | ?               | |
| UV                                                                 |              |                                 |                                    |                 | |
| Land Rover Defender 110 SW                                         |              | Regno Unito                     | Mezzo utility                      | 170+            | |
| UAZ-469                                                            |              | Unione Sovietica                | Mezzo utility                      | 300             | Principalmente in deposito, verranno sostituiti da Land Rover Defender 110 SW.                                                                                    |
| Nissan Navara                                                      |              | Giappone                        | Mezzo utility                      | ?               | |
| Nissan Pathfinder                                                  |              | Giappone                        | Mezzo utility                      | 105             | |
| Mercedes-Benz G                                                    |              | Germania                        | Mezzo utility                      | ?               | |
| Mercedes-Benz G-300                                                |              | Germania                        | Ambulanza militare                 | 3+              | |
| Volkswagen Transporter (T4)                                        |              | Germania                        | Ambulanza militare                 | ?               | |
| Camion militari                                                    |              |                                 |                                    |                 | |
| AKTIS                                                              |              | Slovacchia                      | Mezzo utility                      | 180+            | Basato sul MAN TGM. Principalmente ordinati |
| Tatra T-815                                                        |              | Cecoslovacchia                  | Mezzo utility                      | 800+            | |
| Tatra 815-7                                                        |              | Rep. Ceca                       | Mezzo utility                      | 100+            | Principalmente ordinati |
| Praga V3S                                                          |              | Cecoslovacchia                  | Mezzo utility                      | 300+            | Verranno sostituiti da AKTIS (archiviato dall'url originale il 15 febbraio 2015). e Tatra 815-7                                                                   |
| MAN HX                                                             |              | Germania                        | Porta container                    | 10+             | |